# Valentín Murátov
Valentín Ivánovich Murátov (Moscú, Rusia, 30 de julio de 1928-ibídem, 6 de octubre de 2006) fue uno de los mejores gimnastas artísticos soviéticos ganador de cuatro medallas de oro olímpicas y otras cinco de oro en Mundiales, todas en la década de 1950.

## Biografía
El padre de Murátov trabajaba en una fábrica de municiones en Moscú, y luchó en la Segunda Guerra Mundial, falleciendo en el conflicto en el conflicto en 1942. Desde ese momento Valentín Murátov tomó el relevo de su padre en la fábrica. Cuando la guerra terminó, volvió a la escuela y empezó a dar clases de gimnasia. En 1951 se casó con la también gimnasta Sofia Muratova.

## Carrera deportiva
Sus mayores triunfos son haber conseguido tres medallas de oro en el Mundial de Roma 1954 en suelo, barra horizontal y la general individual; en esta última competición quedó empatado con su compatriota Viktor Chukarin, ambos por delante de otro soviético Hrant Shahinyan.
Dos años más tarde, en las Olimpiadas de Melbourne 1956 triunfó destacando sus dos medallas de oro: en suelo y en salto de potro, empatado con el alemán Helmut Bantz y por delante de su compatriota Yuri Titov.
Valentín también destacó ganando varias medallas en el concurso por equipos, y algunos de sus compañeros fueron: Albert Azaryan, Víktor Chukarin o Borís Shajlín, entre otros grandes gimnastas soviéticos de su generación.